# Oblivion (attrazione)
Oblivion, originariamente nota come Oblivion: The Black Hole, è una montagna russa del parco divertimenti italiano di Gardaland. L'attrazione è un esemplare dei molteplici Dive Coaster prodotti dalla nota azienda costruttrice di montagne russe svizzera Bolliger & Mabillard (B&M). Inaugurato il 28 marzo 2015, è stato il primo Dive Coaster in Italia ed è tuttora l'unico in funzione nel Paese.
La montagna russa è considerata attrazione sorella di Oblivion, un altro Dive Coaster situato nel parco divertimenti britannico di Alton Towers, che come Gardaland è gestito dalla società Merlin Entertainments. La campagna di marketing dell'ottovolante presentava molte somiglianze con la sua controparte britannica, che è stato inoltre il primo Dive Coaster al mondo. L'attrazione condivide lo stesso slogan che era stato originariamente utilizzato per la montagna russa Thirteen, anch'essa situata nel parco di Alton Towers.

## Descrizione

### Coda e stazione
La coda di Oblivion è divisibile in due sezioni principali: la parte esterna, definita da transenne grigie, e la parte interna, tematizzata come training center per gli ospiti, ad oggi inaccessibile al pubblico. La coda interna si sviluppava in un tendone (lo stesso al cui interno, dal 2010 al 2012, si trovava il percorso dell'ex attrazione Inferis, e, nel periodo Magic Halloween 2024, si trovava Wreckage) per poi uscire all'aperto con un ponte passante sopra uno dei sentieri principali del parco. Lungo il percorso si trovano molti effetti visivi e sonori che accompagnano i passeggeri in coda per salire sull'attrazione. Le pareti sono dipinte in arancione, bianco e nero con immagini e icone che si collegano al tema dell'attrazione.
Al termine delle code (sia regolare che ad accesso prioritario), sono presenti, in prossimità del tornello di accesso alla stazione, degli schermi su cui viene riprodotto un video informativo in preparazione all'imbarco.
La stazione è tematizzata come la coda, disponendo anch'essa di parecchi effetti speciali, in particolare luci, schermi e componenti mobili. La scelta dei posti sulla vettura è libera.

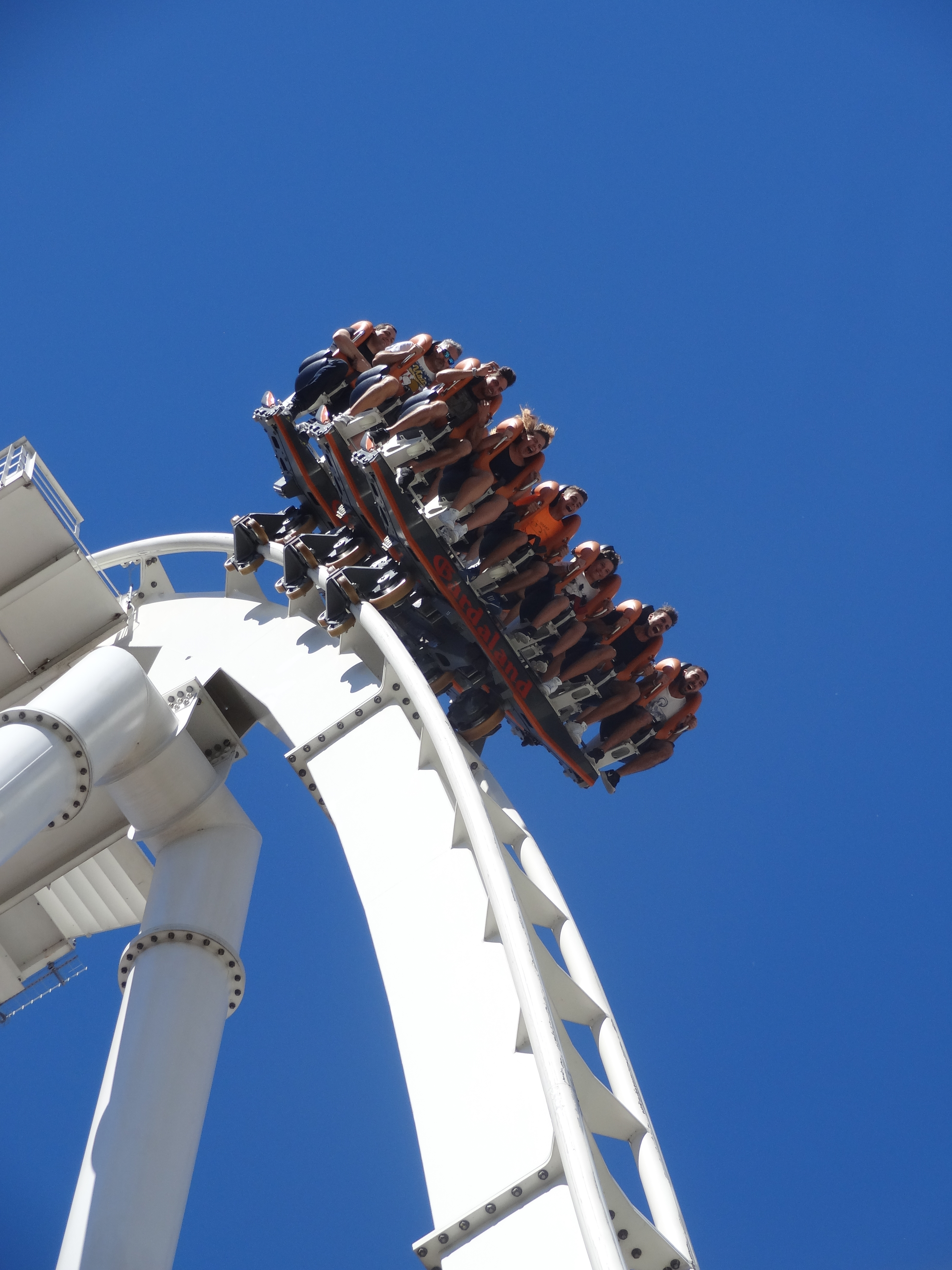
La discesa verticale di Oblivion

### Tracciato
Dopo essere partito dalla stazione, il treno imbocca una piccola curva e comincia la sua ascesa sulla rampa iniziale. Giunto ad un'altezza di 42,5 metri, il treno imbocca un'altra curva e arriva sull'orlo della discesa in picchiata a 87 gradi, dove viene tenuto sospeso per qualche secondo. Una volta rilasciato, precipita lungo la discesa verticale in un tunnel sotterraneo sfiorando i 100 chilometri orari. In seguito, uscendo dal tunnel, il treno passa attraverso un loop di Immelmann, per poi raggiungere la forza g massima di 4,5g e passare su una air time hill, prima di sfrecciare su un'elica di 270 gradi. Procedendo dall'elica il treno imbocca un'altra inversione, uno zero-g roll, prima di entrare nella zona di frenata finale, di ritorno alla stazione.
I treni presentano un design senza pavimento con delle restrizioni over the shoulders; mentre il tracciato presenta una sezione cubica tipica di Bolliger & Mabillard.

### Tema
L'intera attrazione è tematizzata come una missione spaziale. Il roller coaster gode di una storia fittizia: un misterioso condotto spazio-temporale, che collega il pianeta Terra ad un altro spazio e ad un altro tempo, appare sopra il parco, ed i passeggeri sono stati scelti per andare in missione ad esplorarlo. La costruzione di Oblivion ha influenzato anche la scenografia delle attrazioni circostanti, quali Space Vertigo, una torre a caduta libera, e Flying Island, una stazione panoramica orbitante, che subirono delle modifiche alla loro tematizzazione, costituendo così una propria area tematica denominata Area Spaziale.